# Irmina Staś
Irmina Staś (ur. 1986) – polska malarka. Absolwentka Akademii Sztuk Pięknych w Warszawie (dyplom uzyskany w 2008 r. w pracowni malarstwa prof. Leona Tarasewicza). Mieszka i pracuje w Warszawie. Jest asystentką prof. Pawła Susida w Pracowni Koncepcji Obrazu na Wydziale Sztuki Mediów. Związana z galerią Le Guern.

## Działalność artystyczna
Prace Irminy Staś znajdują się na pograniczu abstrakcji i figuracji w obrębie tak zwanej abstrakcji iluzyjnej, której zsyntetyzowane formy przywodzą na myśl rzeczywistość, ale nie ilustrują jej bezpośrednio. W 2010 roku Staś rozpoczęła monumentalny cykl obrazów tytułowanych „Organizm” i numerowanych zgodnie z chronologią powstawania. W kompozycjach pojawiają się formy inspirowane tkankami, elementami organów, komórek. Obrazy te interpretowane są jako refleksje nad kruchością i ulotnością organicznego świata, sama autorka w katalogu do wystawy „Dotyk” z 2016 roku mówi, że pokazują „cud życia” i „nieustanny o nie niepokój”. W późniejszej twórczości Irmina Staś  upraszcza i geometryzuje kompozycje, "Przekroje" i „Ornamenty” to serie, w których artystka wypełnia pole obrazowe uproszczonymi formami organicznymi w rytmicznych układach. W cyklu "Ornamenty" Staś nawiązuje do historycznych ornamentów, tworzy układy z multiplikowanych kształtów przypominających paznokcie, zęby czy piersi, wśród prac pojawiają się też miękkie obiekty tworzone z użyciem tekstyliów. Prace bazujące na podobnych założeniach formalnych odnoszą się do różnorodnej problematyki nurcie ekologicznym, jako refleksję nad katastrofą klimatyczną i jej możliwymi skutkami, z kolei obrazy tworzone z przeplatających się motywów kobiecych piersi i kwiatów bliskie są perspektywie feministycznej. W 2017 roku Irmina Staś podjęła współpracę z malarzem Pawłem Matyszewskim. W ramach projektu o nazwie „Grzebanie” artyści wspólnie malowali obrazy zaprezentowane następnie na wystawie w Galerii Le Guern w Warszawie.

## Wystawy

### Wystawy indywidualne[8]
2021 Powtórzenia, Galeria Bielska BWA, Bielsko-Biała
2020 Ząb w ząb, Galeria Foksal, Warszawa
2020 Mikrokosmosy, Hos Gallery, Warszawa
2019 W cztery oczy (z Pawłem Matyszewskim), BWA Zielona Góra
2019 Ornamenty, Galeria Le Guern, Warszawa
2018 Przekroje, Galeria Krynki, Krynki
2018 Kształty i przedmioty, Miejski Ośrodek Sztuki, Gorzów Wielkopolski
2017 Grzebanie (z Pawłem Matyszewskim), Galeria Le Guern, Warszawa
2016 Dotyk, Galeria Wizytująca, Warszawa
2016 Przemiana materii, Miejsce Projektów Zachęty, Warszawa
2014 Organismen Irmina Staś, Strabag Kunstforum - Artlounge im Strabag Haus, Wiedeń, Austria
2013 Organizmy Irmina Staś, Galeria Wizytująca, Warszawa

### Wystawy zbiorowe[8]
2021 Czym się zajmujesz, vol. 4, Galeria Salon Akademii, Koneser, Warszawa
2020 Poznań Jeżyce – Warszawa Praga Express, Galeria Le Guern, Warszawa
2020 Poznań Jeżyce – Warszawa Praga Express, Galeria Rozruch, Poznań
2020 Herbarium novum. Efflorescentiae, BWA Bydgoszcz
2020 Rok nieustającego lata, Państwowe Muzeum Etnograficzne, Warszawa
2019 Młode malarstwo polskie, Muzeum Narodowe w Gdańsku
2019 No Budget Show, Kazimierz Dolny
2018 Lejanías Prace z kolekcji Krzysztofa Musiała, Centre del Carme Cultura Contemporania, Valencia, Hiszpania
2017 Doświadczenie ciała prace z Kolekcji Sztuki Galerii Bielskiej BWA, Miejski Ośrodek Sztuki, Gorzów Wielkopolski
2017 Co z tą abstrakcją?, Fundacja Stefana Gierowskiego, Warszawa
2017 Po drugiej stronie (lustra), Regionalna Galeriia Sztuki w Igławie, Czechy
2017 TU jesteśmy. Wybrane prace polskiej sztuki po 1945 roku z kolekcji Krzysztofa Musiała, CSW Toruń
2016 Między systemami. Polskie współczesne malarstwo z kolekcji Krzysztofa Musiała, Francisco Hernandez Contemporary Art Centre, Velez–Malaga, Hiszpania
2015 42. Biennale Malarstwa Bielska Jesień 2015 pod honorowym patronatem Ministerstwa Kultury i Dziedzictwa Narodowego, Galeria Bielska BWA, Bielsko-Biała
2015 Niesmak pozostał. Wystawa poplenerowa, Pracownia R5, Białystok
2015 Potęga abstrakcji, Muzeum Sztuki Nowoczesnej w Mińsku, Białoruś
2015 Zapisy przemian, nasz wybór z kolekcji Krzysztofa Musiała, Płocka Galeria Sztuki, Płock
2014 Mauerfall 25 Jahre. Fördergesellschaft zeitgenössischer Kunst mbH, Essen, Niemcy
2014 Wątpia, Galeria Monopol, Warszawa
2014 Plener z Miłoszem, PKO Bank Polski Centrala, Warszawa
2013 41. Biennale Malarstwa Bielska Jesień 2013 pod honorowym patronatem Ministerstwa Kultury i Dziedzictwa Narodowego, Galeria BIelska BWA, Bielsko-Biała
2012 Ogólnopolski Przegląd Malarstwa Młodych Promocje 2012, Legnica
2012 Coming Out. Najlepsze Dyplomy Akademii Sztuk Pięknych w Warszawie 2012, Warszawa
2012 Gdzie jest malarstwo? Pracownia Przestrzeni Malarskiej Tarasewicza i Susida, Galeria Atak, Warszawa
2012 Obecność malarstwa, uczniowie Leona Tarasewicza, Galeria Spokojna, Warszawa
2011 Artyści Sokratowi, z okazji benefisu Sokrata Janowicza, Krynki

## Kolekcje
Prace Irminy Staś znajdują się w kolekcjach: 
- Galerii Arsenał w Białymstoku
- Muzeum Narodowego w Gdańsku
- Galerii Bielskiej BWA
- Muzeum Akademii Sztuk Pięknych w Warszawie
- Kolekcji Sztuki PKO Banku Polskiego[25]
- Strabag Kunstforum w Wiedniu